# Bukovje (gmina Dravograd)
Bukovje – wieś w Słowenii, w gminie Dravograd. W 2018 roku liczyła 61 mieszkańców.